# Trialeurolonga trifida
Trialeurolonga trifida là một loài côn trùng cánh nửa trong họ Aleyrodidae, phân họ Aleyrodinae.
Trialeurolonga trifida được Martin miêu tả khoa học đầu tiên năm 2005.